# Angela Veronese
Angela Veronese (Biadene, 19 dicembre 1778 – Padova, 8 ottobre 1847) è stata una poetessa italiana.

## Biografia
Nacque da Pietro Rinaldo e da Lucia; da giovanissima si trasferì prima a Treviso (nella villa di Ca' Zenobio), poi a Venezia dove contrasse il vaiolo. A Venezia venne anche espulsa da un collegio femminile. Rimase al seguito dei conti Zenobio, per conto dei quali lavorava la sua famiglia. In questo periodo si appassionò alla poesia, iniziando a comporre sonetti e altre rime, che raccoglieva sotto il nome di Aglaia (o Aglaja) Anassillide, preso dalla tradizione arcadica.

## Le Autrici della Letteratura Italiana
Angela Veronese (1778-1847) è tra le scrittrici significative nella storia della letteratura italiana del primo Ottocento; è quindi censita in Le Autrici della Letteratura Italiana 

## Opere
- Rime pastorali di Aglaja Anassillide, Brescia, Niccolò Bettoni 1807
- Alcune poesie pastorali edite ed inedite di Aglaja Anassillide, Venezia, Picottiani 1819
- Versi di Aglaja Anassillide, aggiuntevi le notizie della sua vita scritte da lei medesima, Padova, Crescini 1826
- Poesie scelte d'italiani viventi, Venezia, Girolamo Tasso 1844
- Eurosia, Milano, Santo Bravetta 1836
- Notizie della sua vita scritte da lei medesima. Rime scelte, a cura di M. Pastore Stocchi, Firenze, Le Monnier 1973